# كيفن ديفين (لاعب كرة قدم أمريكية)
كيفن ديفين (بالإنجليزية: Kevin Devine)‏ هو لاعب كرة قدم أمريكية أمريكي، ولد في 11 ديسمبر 1974 في جاكسون في الولايات المتحدة.